# Sphaenorhynchus pauloalvini
Sphaenorhynchus pauloalvini és una espècie de granota endèmica del Brasil.